# François de Montmorency-Bouteville
Pour les articles homonymes, voir François de Montmorency et Bouteville (homonymie).
Pour les autres membres de la famille, voir Montmorency.
François de Montmorency-Bouteville, né vers 1600 et décapité sur la place de Grève à Paris le 22 juin 1627, est un gentilhomme français du XVIIe siècle.

## Biographie
Il est le second fils de Louis de Montmorency-Bouteville, vice-amiral de France sous Henri IV, et de Charlotte Catherine de Luxe.
En 1616, il succède à son frère, Henri de Montmorency-Bouteville, mort sans héritier mâle, et devient comte de Luxe et gouverneur de Senlis. Il sert avec éclat sous Louis XIII aux sièges de Saint-Jean-d'Angély, de Montauban, de Royan et de Montpellier, pour écraser la révolte huguenote.
Après s'être battu en duel contre le comte de Pontgibaud (Roger de Daillon du Lude, fils cadet de François du Lude et Françoise de Schomberg, tué en duel par Chalais en 1626), il tue le marquis de Portes en 1625, le comte de Thorigny le 25 mars 1626 (également en duel), il blesse le baron de la Frette en 1627, et il s'enfuit à Bruxelles pour échapper à la colère de Louis XIII. Malgré l'intercession de plusieurs personnes, dont l'archiduchesse gouvernante des Pays-Bas, Louis XIII refuse de lui pardonner. Furieux, François de Montmorency-Bouteville jure d'aller se battre en plein jour en plein Paris alors que le cardinal de Richelieu vient de prendre un édit, le 2 juin 1626, interdisant le duel sous peine de mort dans le cas des récidivistes. Les précédents édits royaux menaçaient déjà de la peine capitale tous les auteurs de duels, mais la sentence était très rarement appliquée. Une fois Richelieu devenu principal ministre de Louis XIII, le Conseil du Roi décida d'en finir avec cette plaie qui décimait la fleur de la noblesse française. L'édit du 24 mars 1626, soumis au roi par le cardinal, prévoyait pour les délinquants non récidivistes, d'une part, la perte définitive de toute charge ou dignité qui leur aurait été accordée par le roi, et une sanction pénale, non capitale, prononcée par la justice royale ; d'autre part, la peine capitale était requise contre les délinquants récidivistes ou multirécidivistes en application effective des précédents édits royaux. 
François de Montmorency-Bouteville relevait de ce dernier cas. Â 26 ans, il en était à son 22ème combat. Il défia l'édit royal le 12 mai 1627, place Royale à Paris, provoqué en duel par Guy d'Harcourt, comte de Beuvron, qui veut venger son parent de Thorigny. Leurs seconds, François de Rosmadec, comte de Chapelles et le marquis Henri de Clermont-d'Amboise, marquis de Bussy-d'Amboise, ainsi que leurs écuyers respectifs se battent également entre eux, à l'épée et au poignard. Le combat cesse dès que Bussy est touché à mort par Rosmadec. Si d'Harcourt peut se réfugier en Angleterre, Montmorency et Rosmadec sont envoyés à la Bastille. Le Parlement de Paris, statuant pénalement le 21 juin 1627, prononça contre eux la sentence de mort par décapitation (réservée aux condamnés appartenant à la noblesse française). Malgré les demandes de grâce faites par divers membres de la haute noblesse, Louis XIII demeura inflexible, déclarant : « Leur perte m'est aussi sensible qu'à vous, mais ma conscience me défend de leur pardonner. ». 
Le jour même, dans une séance du Conseil, le cardinal de Richelieu, s'adressant au roi, résuma la situation dans la célèbre alternative suivante : « Sire, il est question de couper la gorge aux duels, ou bien de couper la gorge aux lois de Votre Majesté. ». 
Montmorency et Rosmadec sont décapités, en place de Grève, le lendemain, 22 juin 1627.

## Mariage et descendance
Le comte de Luxe avait épousé le 17 mars 1617, Élisabeth Angélique de Vienne. Ils eurent trois enfants :
- Marie Louise (1625-1684), marquise de Valençay par son mariage avec Dominique d'Estampes ;
- Élisabeth Angélique (1627-1695), duchesse de Châtillon par son mariage avec Gaspard IV de Coligny ;
- François-Henri de Montmorency-Luxembourg (1628-1695) duc de Luxembourg, maréchal de France.

## Armoiries
| Figure | Blasonnement |
| Blason | Armes de François de Montmorency-Bouteville (1600-1627), comte de Luxe. D'or à la croix de gueules cantonnée de seize alérions d'azur ordonnés 2 et 2, sur le tout d'argent au lion de gueules armé, lampassé et couronné d'or, un lambel d'argent brochant sur la partition. |